# 聯合太平洋鐵路燃氣輪機車系列
聯合太平洋鐵路燃氣輪機車（英文：Union Pacific GTELs）為聯合太平洋鐵路曾經裝備的鐵路幹線貨運燃氣輪機車。1950年代初至1960年代末，聯合太平洋鐵路裝備有世界上最大的燃氣輪機車車隊，取代大男孩級蒸汽機車投入幹線貨運。其原型車，UP50，由奇異公司（美國機車公司-奇異聯合體，1953年解體）製造並於1948年交付。在此基礎上，聯合太平洋鐵路燃氣輪機車發展了三代，共生產了55台。在鼎盛時期，燃氣輪機車車隊承擔了全路10%的運量。
燃氣輪機車的燃油效率極低，其油耗相當於同等功率柴油機車的兩倍。起初問題不大，因為該車能使用價格極為低廉的船用C級燃料油。但該燃料使用難度較大，黏度大，低溫度下容易凝結成糊狀或焦油狀。因此該車油箱（或外置燃料車）內建有加熱器，以維持200°F（93°C）的溫度，保證燃油流動性。後聯合太平洋鐵路改使用污染較少，雜質也相對較少的6號重油。燃氣輪機車還面臨不完全燃燒造成的炭黑積累和腐蝕性粉塵侵蝕的問題。因此聯合太平洋鐵路對所有的機車進氣系統進行優化，將吸氣進行進化，以減少污染物生成和渦輪葉片侵蝕，並提高燃氣輪機使用壽命。所有的燃氣輪機車於1969年停止運營，最後兩台機車（UP18和26號）於懷俄明州夏延車庫保存作為備用機車，直到1970年2月，正式退役。

## 原型車

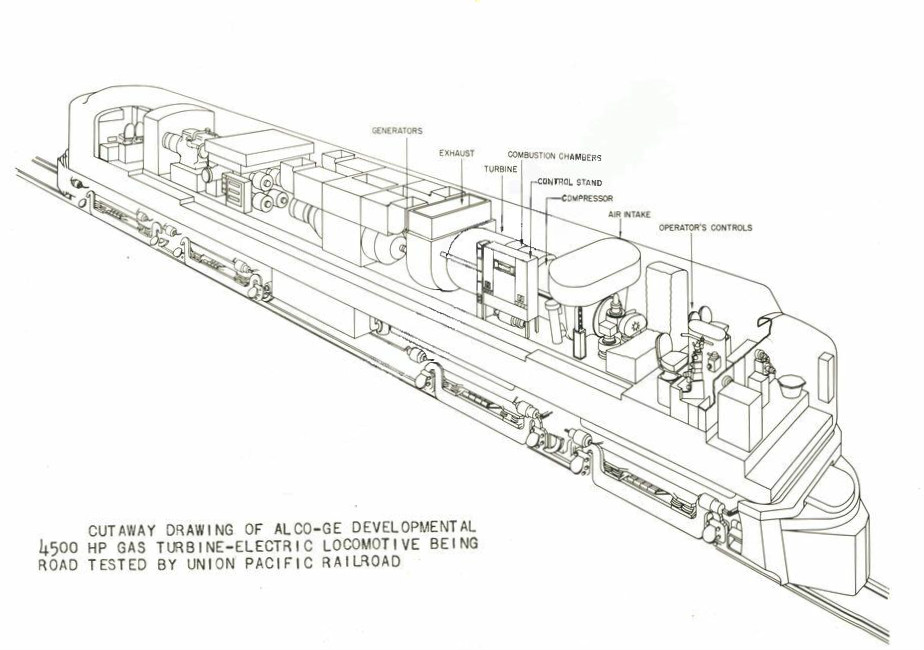
美國機車-奇異共同體燃氣輪機原型車設計圖

由於聯合太平洋鐵路的線路穿越美國洛基山區，因此需要較多的大功率鐵路機車。1930年代，聯合太平洋就測試了一組蒸汽輪機車。第二次世界大戰以前，聯合太平洋鐵路就在其客運線上採用了柴油機車作為動力。此時貨運線路上的主力為“挑戰者級”4-6-6-4型蒸汽機車和“大男孩級”4-8-8-4型蒸汽機車。而柴油機車尚不完善，功率較低，當時也亦無機車重聯的設計。此時奇異公司已經開始生產航空用渦輪發動機，並建議以此為基礎設計一款使用渦輪機驅動的鐵路機車，以滿足聯合太平洋鐵路對功率的需求。聯合太平洋鐵路亦發現，不同功率的機車維護費用差別不大，採用大功率機車可以減少機車總數，並降低維護開支。
由於燃氣輪機車在高速下燃油經濟性較高，因此聯合太平洋將燃氣輪機車投入幹線貨運。並且盡量減少停站，增加運營速度以增加燃油效率。
1948年11月，美國機車-奇異共同體製造了燃氣輪機車原型車GE101，並在東北區域進行測試。1949年6月，該車交由聯合太平洋鐵路，重新塗裝並編號為UP50。該車隨即在聯合太平洋鐵路主線進行高強度運營試驗，但聯合太平洋鐵路從未購買該車。機車前後兩端各有一操作室，類似美國機車公司FA型柴油機車。該車亦是當時少數裝備雙司機室的內燃機車之一。車身兩側有巨大的百葉窗型進氣口，並且可以根據需要調節。
每台機車的AAR軸式為B+B-B+B。機車每單元有8軸，2軸為一組，兩組由一個跨度支撐架連接到車體。燃氣輪機總功率為4,800hp（3.6 MW），列車輸出功率為4,500hp（3.4 MW），是當時柴油機車功率的兩倍。
列車擁有啟動用輔助柴油發電器，為主發電機內啟動線圈供電，以帶動主發電機轉動。主發動機旋轉帶動燃氣輪機核心的渦輪，此時燃燒室里注射柴油，以加速燃燒。列車的供暖車產生的熱蒸汽也用來加溫燃料，提高燃料流動性（當使用C級船用燃料時）。當燃油和渦輪上升到各自的工作溫度，改消耗主燃料並維持燃氣輪機運行。
機車自重500,000磅（230噸），長約80英尺（24米）。
聯合太平洋訂購的燃氣輪機車共分三批交付，每批在細節上都有不同。聯合太平洋鐵路將其用於貨運幹線，取代大男孩級蒸汽機車。

## 第一代燃氣輪機車
第一代燃氣輪機車共十台，編號51至60，於1952年1月至1953年8月交付。和原型車相比，第一代量產型去除了單側司機室。車體油箱容積為7,200加侖（27,000升）。
第一代機車主要投入聯合太平洋鐵路猶他州奧格登至懷俄明州綠河的貨運線路，經過猶他州韋伯峽谷和回聲峽谷路段。
1955年10月起，聯合太平洋鐵路在機車後方加掛自用油罐車以擴大燃油裝載量，和蒸汽機車的煤水車有幾分相似之處，可見其驚人的燃油消耗。加掛燃料車後的載油量為24,000加侖（91,000升）。
由於加掛燃油車後續航力增加，燃氣輪線路的東端從綠河延伸到懷俄明州的夏延，並最終延伸到艾奧瓦州康瑟尔布拉夫斯。
UP53將進氣口從兩側移至車頂，效果良好，UP57至60機車均如法炮製。
UP57試驗以丙烷（液化石油氣的主要成分）作為主要燃料，其燃料車也於1953年5月改為加壓丙烷液化儲存裝置。相比C級燃料油，丙烷沒有雜質，燃燒產物對渦輪葉片沒有腐蝕性。但是丙烷的安全性不如C級燃料油，也較難輸送補給。試驗結束後，1954年1月重新改回使用燃料油。其他列車沒有進行類似改裝。

UP59和UP60曾試驗雙機重聯，以獲得9000hp的總功率，兩機車共有一節燃料車。但是發現重聯行駛方向後方的機車常有熄火故障。試驗雖取得部分進展，但還是於不久後中止。其後聯合太平洋試驗了燃氣輪機車和柴油機車重聯，並取得成功。
第一代燃氣輪機車使用約10年後到壽，於1964年6月逐步退役，由當時交付的第三代燃氣輪機車取代。

## 第二代燃氣輪機車
第二代燃氣輪機車共15台，編號UP61至75，於1954年起交付。在外觀上，該車將原型車車體兩側的進氣口置於車頂，在兩側比第一代量產型增加走廊，使得其同時具備單側端式駕駛室和外置走廊。因此具有官方綽號“陽台”。其內部設備和第一代完全相同。
UP61於1958年進行了和柴油機車重聯的試驗。試驗取得成功，隨即聯合太平洋鐵路將燃氣輪機車－柴油機車重聯推廣，全路除了6台燃氣輪機車以單機狀態運營外，其餘都在運營中和柴油機車重聯，以擴大編組並牽引更多的貨物。“陽台型”服役十年後，於1963年8月至1964年4月逐步退役。

## 第三代燃氣輪機車
1955年，聯合太平洋鐵路宣布將訂購新一代燃氣輪機車，這批機車將是世界上功率最大的鐵路機車。新車將由兩組燃氣輪機車單元重聯而成，加上一節燃料車，總輸出功率達8,500hp。機車將裝備奇異公司製造的Frame 5型簡單循環式燃氣輪機，具備16級壓氣機，10個燃燒室和2級渦輪。A單元含有司機室和輔助柴油機及發電機，由於使用了內置式加熱器，不需要蒸汽加熱車輔助啟動。B單元則配置有一台燃氣輪機和主發電機，是機車的動力來源。兩單元均配有牽引電動機。最初聯合太平洋欲從7000開始編號，但最後決定編號從UP1至30。列車於1958年8月至1961年6月共交付了30台。第三代車的軸式也發生變化，每單元為C-C配置（不把燃料車計算在內）。
不包括燃料車，第三代燃氣輪機車總重為900,000磅（410噸），最大牽引力為240,000lbf（1,100千牛）。
機車功率達8,500hp至今仍是世界上輸出功率最大的鐵路機車之一。和“大男孩”相似，該車亦有官方綽號“大風”（Big Blow），得名於其排氣管噴出類似飛機的高速熱浪和強大的噪音。
第三代機車入役時，正值前兩代機車（UP51至75）退役。由於前兩代機車在運行時發現燃油過濾器常常被雜質堵塞，因此第三代機車使用的燃料在加注油箱和燃料車前均預先過濾。
第三代燃氣輪機車常常牽引重達12,000噸貨物，在康瑟爾布拉夫斯和奧格登之間的聯合太平洋主線上運行。和前兩代機車不同，第三代機車車體內沒有主燃油箱，所有燃油貯存在容積達24,000加侖（91,000升）的燃料車中。機車車體內置油箱容積2,500加侖（9,500升），用於儲存輔助柴油機用柴油燃料。起初第三代車在駕駛室上端安裝有萊斯利S-5T-RF型汽笛，後移至A單元車頂散熱器風口，以避免前緣結冰造成失靈。 

## 退役
雖然燃氣輪機燃油消耗驚人，但可以使用石油工業的副產品C型燃料，價格十分低廉。但隨著塑料工業的發展，特別是石油裂化工藝的發明，可以利用C型燃料油生產塑料產品和汽油後，燃料價格持續上升。聯合太平洋鐵路決定不再使用燃氣輪機車作為幹線貨運的主力，並且準備將現役的剩餘燃氣輪機車全部退役。
燃氣輪機車最後一次運營是1969年12月26日。1970年，所有的燃氣輪機車停止運營。部分機械部件用於製造GE U50型柴油機車，前兩代機車的支架，牽引電動機，以及車輪的跨度支撐架用於U50型，第三代機車的支架和牽引電動機用於U50C型。部分燃料車仍保留，並改造成水車，用於聯合太平洋鐵路保留下來仍能運行的動態保存蒸汽機車：UP844和UP3985。
有兩組第三代燃氣輪機車被博物館保存：UP26保存於猶他州奧格登的猶他州鐵道博物館，UP18保存於伊利諾伊鐵道博物館。UP18的燃料車有著傳奇經歷。其生產與1937年，最初作為EF型蒸汽機車的水車。隨後改裝成燃料車供燃氣輪機車使用。1970年代燃氣輪機車退役後，重新改裝成水車，最後收藏於博物館。

## 燃煤渦輪機驗機車
1962年10月，聯合太平洋鐵路曾自己建造了一台試驗用燃氣輪機車，使用ALCO PA-2型柴油機車作為A單元，大北方鐵路W-1型電力機車（從大北方鐵路按廢品收購）作為B單元。並將一台從前兩代退役機車上拆下的燃氣輪機稍加改進，安裝其上。
最後列車的軸式為A1A-A1A+2-D+D-2，一共有18軸，其中12軸為動輪軸。PA-2的2,000hp（1.5MW）柴油機被保留，B單元拆除電力機車相關部件後，安裝渦輪機和主發電機。渦輪機的輸出功率為5,000hp（3.7MW），機車總輸出功率為7,000hp（5.2MW）。列車使用煤作為主燃料，煤存放在一台由挑戰者級蒸汽機車UP3990的煤水車改造而來的燃料車中。系統編號為UP80，但隨後更名為UP8080，將原編號留給EMD DD35s型柴油機車。
列車試驗的目的是研究用廉價的煤炭作為燃氣輪機車的燃料。煤被磨成細粉進行燃燒。試驗中，重油燃料上遇到的雜質腐蝕渦輪葉片的問題同樣的發生了，並且更加嚴重，使得燃氣輪機壽命更短。最終在20個月的試驗後，這個計劃被放棄，試驗車也被拆毀。燃油燃氣輪機車壽命達100萬英里（160萬公里）運營里程，而燃煤燃氣輪機壽命僅僅為一萬英里（1.6萬公里），並於1968年3月15日故障拋錨。試驗結束後，PA-2被賣回EMD公司，而B單元的全部聯通煤車在奧馬哈的修理廠被拆毀。

## 外部連結
- UP的特殊機車：燃氣輪機車 （页面存档备份，存于）
- 燃氣輪機車FAQ （页面存档备份，存于）
- 燃氣輪機車FAQ - 內布拉斯加州鐵路運作 （页面存档备份，存于）
- 聯合太平洋鐵路的故事1934-1982
- 鐵路司機月刊； 1949年7月